# Nadisepa yabala
Nadisepa yabala är en fjärilsart som beskrevs av Hans Fruhstorfer 1914. Nadisepa yabala ingår i släktet Nadisepa och familjen juvelvingar. Inga underarter finns listade i Catalogue of Life.